# Ranunculus spicatus
Ranunculus spicatus är en ranunkelväxtart. Ranunculus spicatus ingår i släktet ranunkler, och familjen ranunkelväxter.

## Underarter
Arten delas in i följande underarter:
- R. s. blepharicarpos
- R. s. fontqueri
- R. s. maroccanus
- R. s. rupestris
- R. s. spicatus